# Song Liwei
Song Liwei (宋力维S, Sòng LìwéiP; 16 agosto 1985) è un'ex cestista cinese.

## Carriera
Con la Cina ha disputato due edizioni dei Campionati mondiali (2006, 2010).